# Dropstone

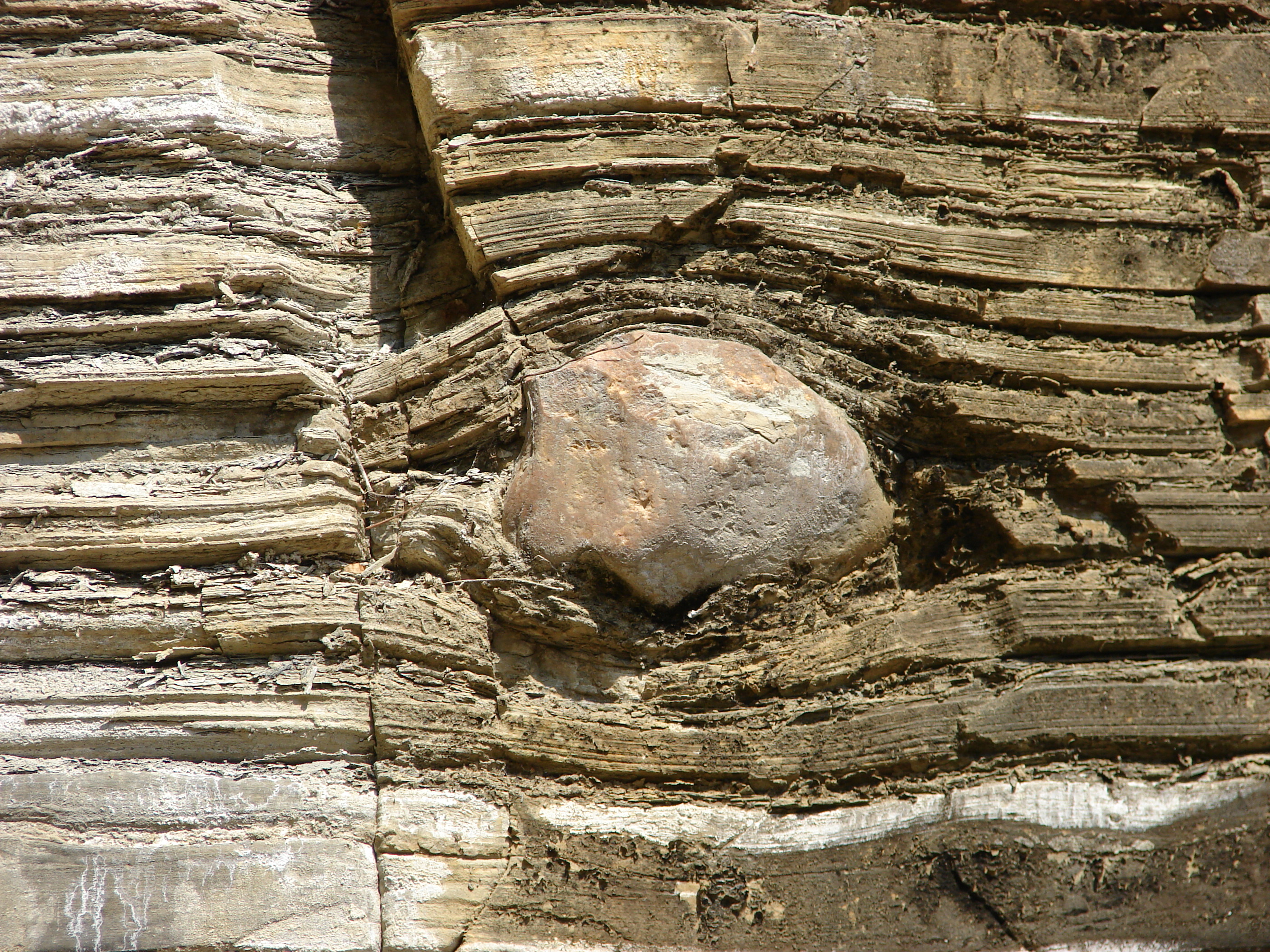
Le dropstone de quartzite déforme les lamines inférieures et les lamines qui le recouvrent épousent sa forme.

En géologie, un dropstone ou « bloc de délestage » désigne un bloc isolé de taille variable, abandonné sur les sédiments fins du fond marin ou lacustre par la fonte d'un glacier, d'un iceberg, ou apporté par des bombes volcaniques.